# Альнис
Альнис (лит. Alnis) — озеро Литвы, расположено в Молетском районе. Оно находится на территории регионального парка и является заповедником. В озеро впадает река Альне. Озеро со всех сторон окружено сосновым лесом, растущим на песке. Изредка встречаются лиственные породы деревьев. Дно тоже песчаное, на расстоянии 3-5 м от берега глубина около 0,5 м. Далее идет относительно резкое увеличение глубины.
Максимальная ширина 0,5 км.
В центре озера остров, площадью 3,2 гектара.

## Название озера
По одной из версий название озера происходит от название впадающей реки Альне. Среди местных жителей существует красивая история о происхождении названия озера. Местные жители говорили, что озеро напоминает силуэт скачущего оленя, а на русский язык его название переводится, как «Олень» (Elnias — по-литовски «Олень»). Если посмотреть на озеро сверху, своими очертаниями оно напоминает оленя, делающего прыжок вперёд, поджав передние ноги под себя и наклонив голову, выставляя ветвистые рога вперёд.